# Elimäki
Elimäki (Zweeds: Elimä) is een voormalige gemeente in de Finse provincie Zuid-Finland en in de Finse regio Kymenlaakso. De gemeente had een oppervlakte van 383 km² en telde 8615 inwoners in 2003. In 2009 werd Elimäki bij Kouvola gevoegd.

## Geboren
- Ilmari Salminen (1902-1986), atleet en olympisch kampioen
- Ilkka Mäkelä (1963), voetballer en voetbalcoach

Hamina · Iitti · Kotka · Kouvola · Miehikkälä · Pyhtää · Virolahti
Voormalige gemeenten:
Anjala · Anjalankoski · Elimäki· Haapasari · Jaala · Karhula · Kuusankoski · Kymi · Sippola · Suursaari · Tytärsaari · Valkeala · Vehkalahti